# Bitwa pod Kannami (1018)
Bitwa pod Kannami (łac. Cannae, obecnie Canne della Battaglia w Apulii)  – starcie zbrojne, które miało miejsce w październiku 1018 roku, na miejscu słynnej bitwy z 216 roku p.n.e., nad brzegiem rzeki Ofanto.

## Sytuacja przed bitwą
Podczas gdy cesarz Bazyli II zajęty był podbojem Bułgarii, zachodnie tereny imperium pozostawiane były często same sobie. Włoskie miasta w Apulii, formalnie pozostające pod bizantyjskim panowaniem musiały często bronić się własnymi siłami przed najazdami arabskich piratów. Musiały utrzymywać własne milicje (a nawet flotę), ale jednocześnie nie były zwolnione z wysokich podatków, płaconych do Konstantynopola. W tej sytuacji Longobardowie, poddani Cesarstwa Bizantyjskiego kilkakrotnie podejmowali próby buntu i uzyskania formalnej niezależności. Jedną z najpoważniejszych była rebelia Melosa (Melo) z Bari, rozpoczęta w 1009 roku. Udało mu się zająć Ascoli jak również Bari. Kiedy po kilku latach dowódcy bizantyjscy opanowali sytuację, schronił się w Lombardii. Udało mu się przekonać do swojej sprawy pewną grupę Normanów, w większości młodszych synów bez ziemi, banitów lub awanturników. Prawdopodobnie zachęceni dodatkowo przez papieża Benedykta VIII, kierowani wizją bogactw i chwały, przybyli oni  w 1017 roku do Apulii. Wykorzystując zaskoczenie i lokalną przewagę liczebną, siły Melosa opanowały znaczne tereny Apulii, wypierając wojska bizantyjskie poza linię wyznaczoną przez miasta Fortore i Trani. W tej sytuacji cesarz Bazyli II, który właśnie kończył podbój Bułgarii, wysłał znaczne siły pod dowództwem katepano Bazylego Bojoannesa. Wśród tych wojsk znajdowały się również oddziały gwardii wareskiej. 

## Bitwa pod Kannami
Nad brzegami rzeki Ofanto, w miejscu historycznego zwycięstwa Hannibala, siły bizantyjskie pokonały ustępujące im liczebnie wojska powstańców longobardzkich. Normanowie ponieśli najcięższe straty, zginął również ich przywódca, Gilbert. Pozostali dowódcy uciekli i udali się na wygnanie. Mnich Amatus z Monte Cassino opisywał siły bizantyjskie jako "pszczoły które wyroiły się z ula"

## Konsekwencje
Odniesione zwycięstwo wzmocniło pozycję Bizancjum we Włoszech. Melos schronił się w Niemczech na dworze Henryka II, który nadał mu czysto honorowy tytuł diuka Apulii (dux Apuliae). Zmarł 23 kwietnia 1020 i został pochowany z wielkimi honorami w katedrze w Bambergu. Część Normanów przeszła na żołd zwycięskiego Bojoannesa jako najemnicy. Od tego czasu coraz częściej emigrowali oni do Włoch, z czasem wykrawając dla siebie osobne księstwa.